# الجدالات المتعلقة باضطراب نقص الانتباه وفرط النشاط
على الرغم من الطبيعة الراسخة علميًا لاضطراب نقص الانتباه وفرط النشاط (إيه دي إتش دي) وتشخيصه وعلاجه، ما زالت الحالة مثيرة للجدل منذ سبعينيات القرن العشرين. ينخرط الأطباء والمعلمون وصانعو السياسات والآباء ووسائل الإعلام في هذه الجدالات. وتتراوح المواقف من الرأي القائل إن اضطراب نقص الانتباه وفرط النشاط يقع ضمن النطاق الطبيعي للسلوك إلى افتراض أن اضطراب نقص الانتباه وفرط النشاط حالة وراثية. تشمل مجالات الجدل الأخرى استخدام الأدوية المنشطة عند الأطفال، وطريقة التشخيص، وإمكانية الإفراط في التشخيص. في عام 2009، ذكر المعهد الوطني للصحة وجودة الرعاية، مع الاعتراف بوجود الجدل، أن العلاجات الحالية وطرق التشخيص تستند إلى الرؤية السائدة في الأدبيات الأكاديمية.
مع اختلاف معدلات التشخيص بين البلدان والولايات داخل البلد الواحد والأعراق والأجناس، يُعتقد أن بعض العوامل المختلفة عن أعراض الاضطراب وعلاماته تؤثر في التشخيص، إذ أن انتشار اضطراب نقص الانتباه وفرط النشاط ثابت عالميًا. يعتبر بعض علماء الاجتماع أن اضطراب نقص الانتباه وفرط النشاط هو مثال على إضفاء الطابع الطبي على السلوك المنحرف، أي تحويل قضية الأداء المدرسي غير الطبية سابقًا إلى قضية طبية. يقبل معظم مقدمي الرعاية الصحية أن اضطراب نقص الانتباه وفرط النشاط اضطراب حقيقي، على الأقل لدى عدد قليل من الأشخاص الذين يُبدون أعراضًا حادة. يركز النقاش بين مقدمي الرعاية الصحية على التشخيص والعلاج لدى عدد كبير من الأشخاص الذين يعانون من أعراض خفيفة.

## الحالة بوصفها اضطرابًا
وفقًا للدليل التشخيصي والإحصائي للاضطرابات النفسية، الإصدار الخامس، وهو المرجعية الأساسية في الولايات المتحدة في التشخيص السريري، فإن اضطراب نقص الانتباه وفرط النشاط هو اضطراب في النمو العصبي يبلغ معدل انتشاره في معظم الثقافات نحو 5% عند الأطفال و2.5% عند البالغين. من المقبول اليوم وجود اضطراب نقص الانتباه وفرط النشاط على نطاق واسع، ولكن الجدل بخصوص الاضطراب قائم منذ سبعينيات القرن العشرين على الأقل. وفقًا للدليل، يجب أن تكون الأعراض موجودة قبل سن 12 عامًا، ولكن ليس من غير المألوف أن يستمر اضطراب نقص الانتباه وفرط النشاط بعد مرحلة البلوغ. لا يزال الآباء والمعلمون يشككون في الإفراط في التشخيص لدى الأطفال بسبب تداخل الأعراض مع الإعاقات الذهنية الأخرى، وفعالية العلاجات، والإفراط في وصف الأدوية المنشطة. وفقًا لأستاذ علم الاجتماع فنسنت باريلو، «تميل مجموعات الآباء والمستهلكين، مثل الأطفال والبالغين الذين يعانون من اضطراب نقص الانتباه وفرط النشاط، إلى دعم المنظور الطبي لاضطراب نقص الانتباه وفرط النشاط».
في عام 2009، أصدرت جمعية علم النفس البريطانية والكلية الملكية للأطباء النفسيين، بالتعاون مع المعهد الوطني للصحة وجودة الرعاية، مجموعة من إرشادات تشخيص الاضطراب وعلاجه. استعرضت هذه الإرشادات الدراسات التي أجراها فورد وآخرون، والتي وجدت أن 3.6% من الأولاد و0.85% من الفتيات في بريطانيا يمكن تشخيص إصابتهم باضطراب نقص الانتباه وفرط النشاط وفقًا لمعايير الدليل التشخيصي والإحصائي للأمراض النفسية، الإصدار الرابع. تستمر الإرشادات في الإشارة إلى أن معدل الانتشار ينخفض إلى 1.5% عند استخدام المعايير الأكثر صرامة في التصنيف الدولي للأمراض، الإصدار العاشر، المستخدم في أوروبا.
وجدت مراجعة منهجية للأدبيات في عام 2007 أن انتشار اضطراب نقص الانتباه وفرط النشاط في جميع أنحاء العالم 5.29%، دون وجود فروقات ذات دلالة إحصائية في معدلات الانتشار بين أمريكا الشمالية وأوروبا. وجدت المراجعة اختلافات بين معدلات الانتشار في أمريكا الشمالية وتلك الموجودة في إفريقيا والشرق الأوسط، لكنها نوهت إلى أن قلة الدراسات المتوفرة من تلك المناطق هي السبب المحتمل.

## الأسباب
السبب في حدوث اضطراب نقص الانتباه وفرط النشاط غير واضح تمامًا، ولكن مجموعة كبيرة من الأدلة العلمية تدعم أنه ناتج عن مزيج معقد من العوامل الوراثية والعوامل البيئية المؤثرة قبل الولادة وفي مرحلة ما بعد الولادة.

### اضطراب نقص الانتباه وفرط النشاط بوصفه اختلافًا بيولوجيًا
وجدت أبحاث كبيرة عالية الجودة اختلافات صغيرة في بنية الدماغ بين مرضى اضطراب نقص الانتباه وفرط النشاط وغيرهم. أكد جوناثان ليو وديفيد كوهين، الناقدان اللذان يرفضان وصف اضطراب نقص الانتباه وفرط النشاط بأنه اضطراب، في عامي 2003 و2004، أن ضوابط استخدام الأدوية المنشطة غير كافية في بعض الدراسات، ما يجعل من المستحيل تحديد ما إذا كان اضطراب نقص الانتباه وفرط النشاط نفسه، أو الأدوية النفسية المستخدمة لعلاجه، المسؤول عن انخفاض السماكة الدماغية المشاهد في مناطق معينة من الدماغ. وأشارا إلى أن الكثير من دراسات التصوير العصبي مبسطة كثيرًا وتعطى قيمة زائدة على الرغم من قصور المنهجية التجريبية فيها. أظهرت الكثير من الدراسات والتحليلات التلوية اختلافات في جوانب متعددة من بنية الدماغ ووظيفته.
اضطراب نقص الانتباه وفرط النشاط قابل للتوريث على نحو كبير: تشير دراسات التوائم إلى أن الوراثة تفسر 70 إلى 80% من التباينات في اضطراب نقص الانتباه وفرط النشاط. توجد أيضًا أدلة قوية تدعم دور التفاعلات بين البيئة والوراثة. ومع ذلك، فقد شكك البعض في الصلة الوراثية إذ لم يُحدد جين واحد مسؤول، وهذا ما يعرف باسم مشكلة التوريث المفقود، وهي سمة يشترك فيها اضطراب نقص الانتباه وفرط النشاط مع الكثير من الخصائص البشرية الوراثية الأخرى مثل الفصام. في عام 2000، قال الدكتور جوزيف غلينمولين: «لم يصمد أي ادعاء بوجود مورثة لحالة نفسية أمام اختبار الزمن، على الرغم من المعلومات الخاطئة المنتشرة. وعلى الرغم من وجود الكثير من النظريات، لا توجد مسببات بيولوجية أو عصبية أو وراثية محددة للمرض النفسي». لاحظ مؤلفو مراجعة لمسببات اضطراب نقص الانتباه وفرط النشاط في عام 2004: «على الرغم من أن الكثير من عمليات البحث على مستوى الجينوم حددت المناطق الصبغية التي من المتوقع أن تحتوي على جينات تسهم في قابلية الإصابة باضطراب نقص الانتباه وفرط النشاط، لم يُحدد حتى الآن جين واحد له دور كبير في هذا الاضطراب». ومع ذلك، توفر الكثير من الدراسات والمراجعات الكبيرة دعمًا قويًا بأن اضطراب نقص الانتباه وفرط النشاط متعدد الجينات في معظم الحالات، أي أنه ينتج عن تفاعل معقد بين جينات متعددة، ولا يوجد جين واحد مسؤول عن غالبية حالات اضطراب نقص الانتباه وفرط النشاط.

## نظريات البنائية الاجتماعية
ترفض بعض نظريات البنائية الاجتماعية الإجماع الطبي القائل إن اضطراب نقص الانتباه وفرط النشاط ذو فيزيولوجيا مرضية ومكونات وراثية متميزة. وترى أن أعراض الاضطراب محط جدل أخلاقي، ولذا تصف الأعراض بأنها غير ملائمة. يشكك الكثير من البنائيين الاجتماعيين في وجهات النظر الحتمية للسلوك، كتلك التي تطرح أحيانًا في علم النفس السلوكي/غير الطبيعي والعلوم البيولوجية. أثيرت مخاوف بشأن العتبة التي تُشخص الأعراض المرضية عندها، ومدى اختلاف البنى الاجتماعية المحيطة بأعراض اضطراب نقص الانتباه وفرط النشاط بين الثقافات. تجادل البنائية الاجتماعية بأن اضطراب نقص الانتباه وفرط النشاط ليس بالضرورة مرضًا فعليًا، ولكنه تفسير اجتماعي لوصف السلوكيات التي لا تفي بالمعايير الاجتماعية المحددة.
يرى بعض مؤيدي البنائية الاجتماعية أن الاضطراب حقيقي، ولكن بعض الثقافات تُفرط في تشخيصه. يستشهد هؤلاء بأن مستويات اضطراب نقص الانتباه وفرط النشاط أعلى بثلاث إلى أربع مرات وفقًا للدليل التشخيصي والإحصائي للاضطرابات النفسية الإصدار الرابع، المفضل في الولايات المتحدة لتعريف الأمراض النفسية وتشخيصها، مقارنةً بالمعايير الواردة في التصنيف الدولي للأمراض الإصدار العاشر، وهو الدليل التشخيصي الذي تفضله منظمة الصحة العالمية. جادل توماس ساس، أحد المؤيدين المشهورين لهذه النظرية، بأن اضطراب نقص الانتباه وفرط النشاط «اختُرع ولم يُكتشف».